# Константинопольские союзные договоры
Константинопольские союзные договоры — два договора между Российской империей и Османской империей, подписанные в 1799 и 1805 годах. Договоры оформили союз России и Турции против Революционной Франции.

## Договор 1799 года
Вторжение французской армии в Египет в 1798 году поставил Турцию под угрозу потери североафриканских владений. В сентябре 1798 года Турция объявила войну Франции. В то же время Россия, находившаяся в антифранцузской коалиции, направила в Средиземное море эскадру адмирала Ушакова, для действий против французов (Средиземноморский поход Ушакова). 23 августа русский Черноморский флот прибыл в Босфор, где объединился с турецким флотом. Тогда же начались приготовления к подписанию союзного договора между двумя странами.
3 января 1799 года (23 декабря 1798 по ст. ст.) между Россией и Турцией был подписан союзный договор. Договор был рассчитан на 8 лет и состоял из 14 гласных, 13 секретных статей и Особого акта. Целью договора указывалось противостояние завоевательной политике Франции. В нём подтверждалось действие Ясского мира 1792 года в полном объёме, гарантировалась территориальная целостность сторон, указывалась существовавшая до нападения Франции на Египет граница Османской империи. Россия брала на себя обязательство направить в помощь Османской империи эскадру из 6 линейных кораблей и 6 фрегатов (без учёта меньших и лёгких судов), турецкое правительство брало на себя обязательство взять на довольствие русскую эскадру. Турецкий султан обязался выделять 600 000 пиастров ежегодно на содержание русского флота. Турецкая эскадра передавалась в распоряжение Ушакова.
Особый пункт обязывал Турцию предоставить российскому флоту право свободного прохода через Черноморские проливы, Чёрное море объявлялось закрытым для военных судов держав, не имевших к нему выхода.
Также договором предполагалась возможность оказания финансовой помощи Турцией России в случае войны России с отдалённым от Турции противником (в первую очередь имелась в виду Швеция), чем закреплялся распад шведско-турецкого блока, действовавшего против России во второй половине XVIII века. Российская и Османская империи давали гарантии не вступать в связи, противные интересам одной из сторон, и сепаратно не заключать мира или перемирия, условились предложить Австрии, Великобритании и Пруссии присоединиться к их оборонительному союзу.
Договор примечателен тем, что русский флот впервые получал право свободного прохода Черноморских проливов.

## Договор 1805 года
После выхода России из антифранцузской коалиции в 1800 году, договор фактически прекратил действие. Однако в 1805 году с вступлением России в Третью антифранцузскую коалицию, между Россией и Турцией был заключён новый союзный договор. Русский флот под командованием адмирала Сенявина был вновь направлен в Средиземное море для действий против Франции (Вторая Архипелагская экспедиция).
23(11) сентября 1805 года был подписан новый договор между сторонами. Договор был рассчитан на 9 лет, состоял из 15 гласных и 10 секретных статей. По существу был продолжением договора 1799 года. В целях противостояния Франции Турция должна была дать свободный проход русского флота через Черноморские проливы, а Чёрное море вновь объявлялось закрытым для военных или каперских судов третьих держав. Были согласованы условия военной взаимопомощи Подтверждались положения Ясского мира 1792 года, а также условия конвенции 1800 года об образовании греческой Республики Семи Соединённых Островов, находившейся под совместным контролем России и Турции.
После поражения третьей антифранцузской коалиции, османское правительство в нарушение договора пошло на сближение с Францией, что привело к фактическому прекращению действия договора и к началу русско-турецкой войны. Русская средиземноморская эскадра была вынуждена начать боевые действия против турецкого флота.